# Zombie Night – Keiner wird entkommen
Zombie Night – Keiner wird entkommen (Original: Zombie Night) ist ein kanadischer Low-Budget-Horrorfilm aus dem Jahr 2003 und das Debüt von Regisseur David J. Francis. Die Außenaufnahmen zum Film fanden größtenteils in der kanadischen Provinz Ontario statt. Die Deutschland-Premiere war am 6. April 2006.
Der Splatterfilm fand 2006 in Zombie Night II eine Fortsetzung.

## Handlung
In einem düsteren Endzeitszenario feuert Pakistan Sprengköpfe mit biochemisch-nuklearer Ladung auf Indien ab, was unweigerlich zu einer eskalierenden kriegerischen Auseinandersetzung führt, bei der auch biologische Waffen eingesetzt werden. Unglücklicherweise hat dieser Konflikt grausame Folgen, die bald auf der ganzen Welt spürbar sind. Die Toten erheben sich epidemieartig aus ihren Gräbern und wandeln auf der Suche nach lebenden Opfern menschenfleischgierig umher. Sie attackierten die Lebenden und verwandeln diese ebenfalls in blutgierige Kreaturen, die ihrerseits wiederum anderen Menschen nachstellen, um sie zu „zombifizieren“. Die Bevölkerung wird so binnen kürzester Zeit von einer Invasion der Untoten, sogenannter Zombies, terrorisiert.
Mark, seine Lebensgefährtin Amber und Tochter Emily haben mehrere Wochen Urlaub in völliger Abgeschiedenheit ohne Kontakt zur Außenwelt verbracht. Auf der Rückfahrt von ihrem abgelegenen Domizil entnehmen sie dem Autoradio Notstandsmeldungen von wandelnden Monstern, entvölkerten Städten und dem Niedergang der Zivilisation. Kurz darauf bleiben sie, noch ahnungslos, mit ihrem Fahrzeug liegen. Schutz suchend fliehen sie in einen großen Wohnkomplex abseits der Straße, wo sie sich im Keller des Gebäudes einquartieren. Als zwei Tage später Wasser und Lebensmittel ausgehen, wagt sich Mark an die Oberfläche. Spätestens jetzt wird die kleine Familie von der Wirklichkeit eingeholt.
Der Familienvater trifft weitere Überlebende, darunter auch den verwitweten Dave, eine charismatische Führungspersönlichkeit, die jedoch anfangs scheut Verantwortung zu übernehmen. Da jene zusammengewürfelte Gruppe bestehend aus unterschiedlichsten Charakteren eine sichere Zuflucht benötigt, von der sie den bewaffneten Kampf gegen die Untoten aufnehmen möchten, schließen sie sich teils mit Gewalt der kleinen Familie im unterirdischen Gebäude an. Die Gemeinschaft verschanzt sich und versorgt sich mit den nötigsten Nahrungsmitteln sowie genügend Trinkwasser. Dennoch kommt es in der Folge zwischen Dave, der sich als Anführer respektsuchend profiliert, und dem egoistischen Unruhestifter Derek zu wiederholten Streitigkeiten, die auch die Gruppe in Lebensgefahr bringen. Der Zusammenhalt der Gruppe schwindet nach und nach, gegenseitige Anschuldigungen und Intrigen führen dazu, dass sich die Mitglieder schließlich in zwei Lager spalten.
Als die Nacht hereinbricht, werden die Überlebenden von Zombies überrannt; viele der Eingeschlossenen werden von heranstürmenden Monstern gebissen, darunter auch Mark, der später an den Folgen stirbt. Die Gruppe wird so nach und nach stark dezimiert. In dieser Phase eskaliert die Situation auch innerhalb der Gruppe, und es kommt zum offenen Bruch mit Derek, aber auch mit todgeweihten Infizierten. Der übergeschnappte Derek wird zunehmend zu einer Gefahr, der rachsüchtig dem anderen Lager zusetzt und auch vor Mord nicht zurückschreckt.
Unter Daves Führung organisieren die Verbarrikadierten das Überleben sowie den bewaffneten Kampf, doch aufgrund der Machenschaften von Derek müssen die wenigen Überlebenden ihren Unterschlupf aufgeben, da er nicht mehr als sicher gilt. Zwischenzeitlich verstirbt Amber; Dave nimmt sich der nun verwaisten Emily an, um sie mit den anderen „Schutzbefohlenen“ zu einem Sammelpunkt der Regierung zu führen. Unterwegs treffen sie auf Derek, den sie nach kurzem Handgemenge gefesselt den Untoten überlassen. Am Ende des Films offenbart Dave den wenigen loyalen Weggefährten seine eher düstere Zukunftsaussicht, die von Ohnmacht gegenüber dem zahlenmäßig überlegenen Feind geprägt ist. Dennoch ist er sich in dem offenen Ende sicher, dass der Gegner eines Tages wirksam bekämpft werden kann.

## Kritiken
„Offensichtlich das kleine Einmaleins des Zombiefilms studiert haben die hoffnungsfrohen Macher dieses graupengrauen, jede originelle Variante des bekannten Belagerungsschemas peinlichst vermeidenden 08/15-Splatters mit immerhin ausreichend Kunstblut, separierten Gliedmaßen etc. Neben einem vorhersehbaren Script und zu wenig Geld leidet der Film an zu vielen Haupt- und Nebendarstellern, so dass sich letztlich für keinen davon rechte Sympathie einstellen will. Für Trash-Forscher und Zombiefilm-Komplettisten.“